# Intercrusia garciai
Intercrusia garciai is een eenoogkreeftjessoort uit de familie van de Superornatiremidae. De wetenschappelijke naam van de soort is voor het eerst geldig gepubliceerd in 1997 door Jaume.